# Raul Proença
Raul Sangreman Proença, conosciuto come Raul Proença (Caldas da Rainha, 10 maggio 1884 – Porto, 20 maggio 1941), è stato un filosofo, giornalista e scrittore portoghese.

## Biografia
Nato a Caldas da Rainha, Raul Proença studiò economia e finanza a Lisbona.
All'inizio degli Anni 1910, s'impegnò attivamente nel movimento della Renascença Portuguesa, dal quale in seguito si distaccò, non riconoscendosi nell'impronta marcatamente saudosista data al movimento da Teixeira de Pascoaes.
Raul Proença fu tra i fondatori, nel 1921, della rivista Seara Nova e dell'omonimo gruppo di intellettuali.
Oppositore di Sidónio Pais (1918) e della Dittatura Militare (1926), fu da questa condannato all'esilio, che trascorse a Parigi tra il 1927 e il 1932.
Lavorò presso la Biblioteca Nazionale del Portogallo, dove fece parte del gruppo di intellettuali denominato Grupo da Biblioteca (Gruppo della Biblioteca), capitanato dal direttore della biblioteca, Jaime Cortesão. Proprio quest'ultimo, assieme a Proença e António Sérgio, fu uno dei nomi principali del gruppo di Seara Nova.
Raul Proença morì a Porto nel 1941, dopo aver sofferto, negli ultimi anni della sua vita, di problemi psichiatrici.

## Opera e pensiero
La vasta opera di Raul Proença fu pubblicata soprattutto attraverso manifesti e articoli, spesso in riviste e giornali, concentrandosi soprattutto su temi etici e politici, in particolar modo relativi al contesto sociale, politico e storico del Portogallo contemporaneo.
Proença fu, da un punto di vista politico, un socialista democratico, contrario a ogni forma di dittatura e critico della morale borghese.
Come filosofo, si definì un realista idealista, proponendo come soluzione di questo apparente paradosso un pensiero sostanzialmente pratico, non particolarmente interessato a questioni metafisiche e gnoseologiche. Il suo realismo consiste nell'attitudine a considerare come idee filosoficamente e politicamente solide e benefiche quelle che non si distaccano dalla natura umana e dai fatti sociali. In questo senso, il comunismo, l'anarchismo e l'integralismo non sono, secondo Proença, filosofie realiste. Il lato idealista del suo pensiero è il vettore che bilancia il realismo per evitare di cadere in un realismo materialista, che si esprime nel determinismo e nega la libertà e il progresso. Tale sintesi può essere introdotta da questa sua affermazione programmatica: «la realtà come base, l'idealismo come perfezionamento e impulso verso una realtà superiore e migliore».
Avverso al passatismo, al tradizionalismo e al fatalismo, Proença difese la libera azione creativa dell'umanità, razionalmente orientata a progredire verso il bene.
Per questo, fu attento studioso e duro critico della dottrina dell'eterno ritorno, che secondo Proença costituisce una pericolosa forma di determinismo, che nega la libertà connaturata nell'essere umano. Altro elemento essenzialmente umano è la ragione, attraverso la quale l'umanità è impegnata in una lenta opera di creazione del mondo, orientata alla giustizia.
Dal punto di vista religioso, l'umanista Proença fu ateo, perché considerava che la morale senza prospettiva o aspettativa di ricompensa o condanna fosse quella più eroica. A tal proposito, scrisse: «Dio, se esiste, deve vedere negli atei di elevata coscienza morale i suoi veri eletti - perché essi non hanno bisogno di credere nel giudice per amare la giustizia, e di desiderare il suo bene per credere nel bene.»
Fuori dall'ambito filosofico e politico, è da segnalare, anche come segno del suo amore per la patria lusitana, la realizzazione di una ambiziosa e completa Guida del Portogallo (in portoghese, Guia de Portugal), pubblicata a partire dal 1924 dalla Biblioteca Nazionale del Portogallo.

## Opere principali
- Guia de Portugal (1924-1970)
- O Eterno Retorno (1987-1994)
- Polémicas (1988)
- Estudo e Antologia (1989)